# Liga Nobiliária

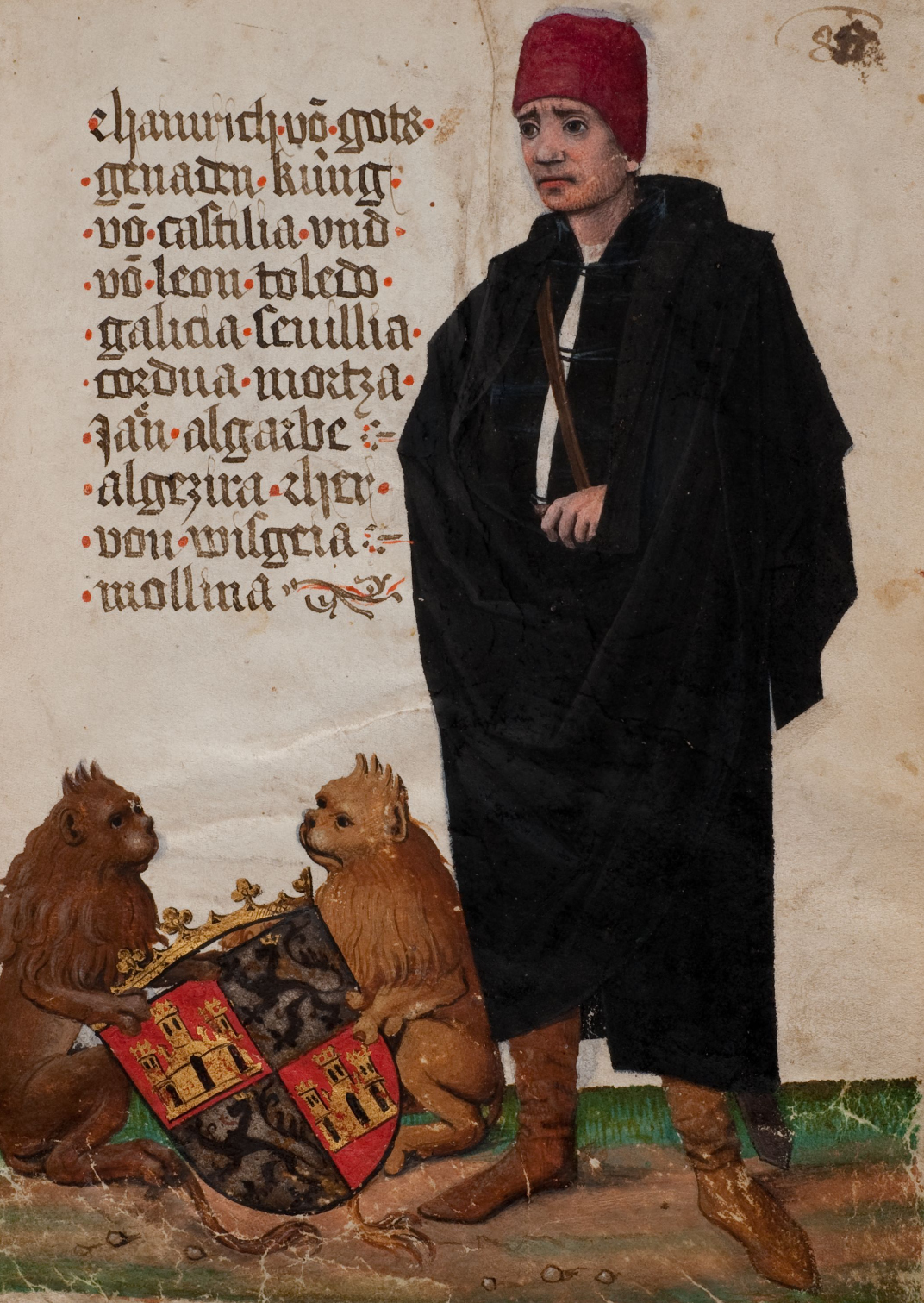
Rei

O termo Liga Nobiliária (em castelhano: Liga Nobiliaria ou Gran Liga Nobiliaria) é geralmente usado para designar movimentos políticos de nobres do Reino de Castela que surgiram nos séculos XIV e XV, equivalentes aos partidos atuais, e motivados sobretudo pela oposição às tentativas de diminuição dos seus poderes e privilégios por parte dos reis.
Em sentido lato, o termo "Liga Nobiliária" ou "Liga da Nobreza" aparece associado às associações mais ou menos voláteis formadas pelos nobres castelhanos da Idade Média para se oporem às tendências de centralização e concentração de poder por parte dos reis e das forças que lhe estavam mais próximas.
É comum que o termo se aplique especificamente ao grupo de nobres formado em meados do século XV  que participou na Farsa de Ávila, nome pelo qual ficou conhecida a cerimónia ocorrida naquela cidade a 5 de junho de 1465 durante a qual foi encenada a deposição de Henrique IV e proclamado rei o seu irmão Afonso. Essa liga nobiliária foi fundada oficialmente em 16 de maio de 1464 para defender os direitos do infante Afonso ao trono e impedir que a infanta Isabel se casasse sem consentimento da liga, mas anteriormente já tinham formado uma "liga para o 'Bem do Reino' e 'reconhecimento do príncipe Afonso'" em 1460, à qual aderiu João II de Aragão e Navarra em 1 de abril de 1460.
Esta liga teve um papel fulcral nos conflitos político-militares que que marcaram a segunda metade do século XV em Castela, nomeadamente na tentativa de deposição de Henrique IV (Farsa de Ávila) e na Guerra de Sucessão de Castela, durante a qual a liga apoiou Joana de Trastâmara, "a Beltraneja",[a] e o seu marido Afonso V de Portugal contra os Reis Católicos.
Embora a maior parte dos nobres das ligas de nobres acima referidas tenham apoiado a sucessão de Joana ao trono de Castela após a morte do seu pai Henrique, por vezes o termo "liga nobiliária" também é usado para referir os nobres que apoiaram Isabel, liderados pelos Mendoza, cujo chefe era então Pedro González de Mendoza.[a]

## Visão geral

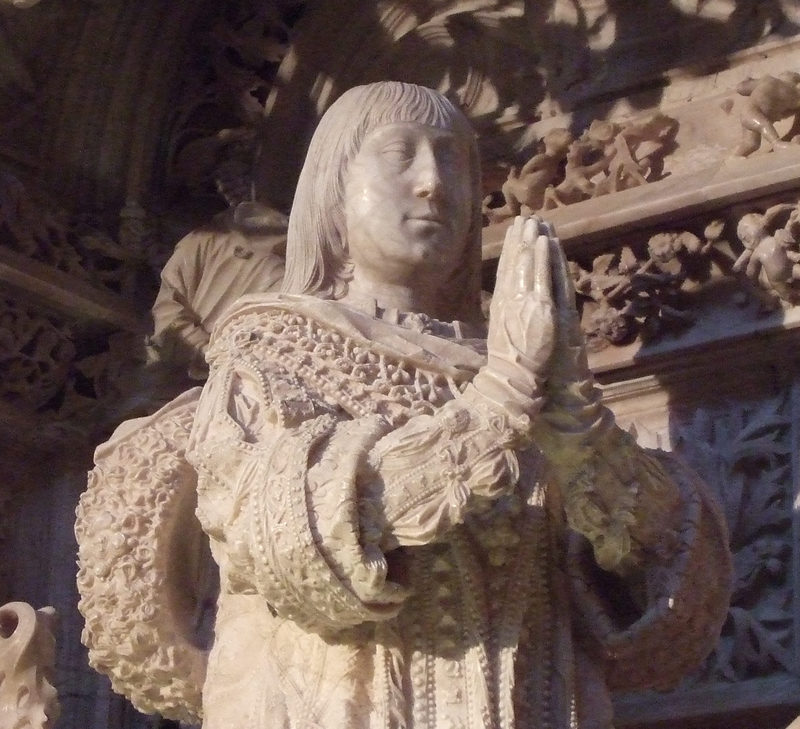
O Infante Afonso de Castela

A liga foi fundada oficialmente em 16 de maio de 1464, para defender os direitos do infante Alfonso ao trono e impedir que a infanta Isabella se casasse sem o consentimento da liga. Eles já haviam formado uma "liga para o 'Bem do Reino' e 'reconhecimento do Príncipe Alfonso'" em 1460, à qual João II de Aragão e Navarra se juntou em 1º de abril de 1460.
O grupo desempenhou um papel fundamental nos conflitos político-militares que marcaram a segunda metade do século XV em Castela e na Guerra da Sucessão Castelhana, durante a qual a liga apoiou Joanna la Beltraneja e seu marido Afonso V de Portugal contra os católicos Monarcas.
Embora a maioria dos nobres nas ligas nobres apoiasse a sucessão de Joanna ao trono de Castela após a morte de seu pai Henrique, às vezes o termo "liga nobre" também é usado para se referir aos nobres que apoiaram Isabella, liderada pelos Mendoza, cujo cabeça era então Pedro González de Mendoza.

## História

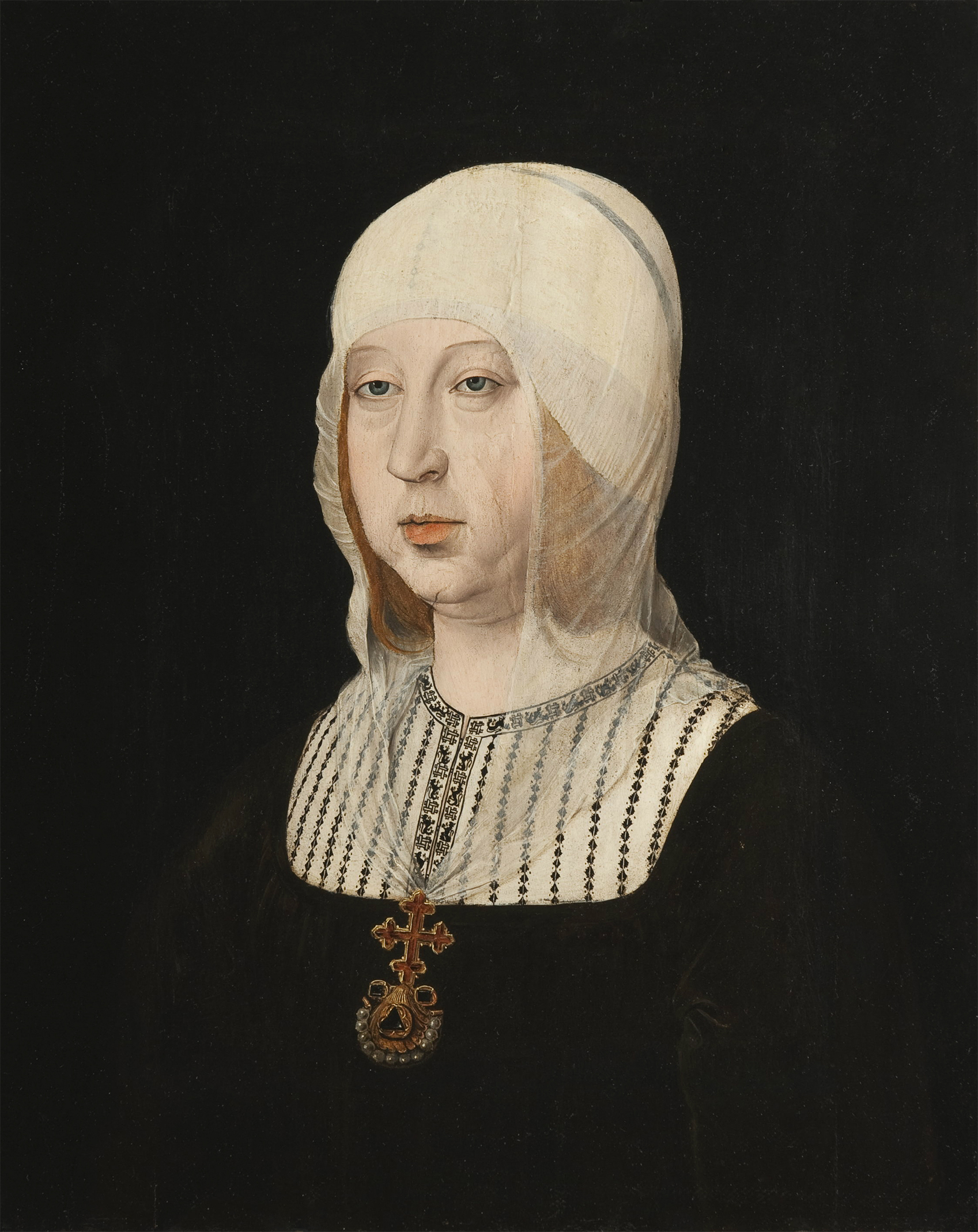
Isabel I de Castela, "a Católica"

Os séculos XIV e XV foram marcados em Castela por uma luta de poder entre os apoiantes de um poder real mais forte e os grandes senhores feudais. A Primeira Guerra Civil de Castela (1366-1369) foi ganha por Henrique II com o apoio dos nobres, mas estes perderam alguma da sua influência durante o reinado de Henrique III (r. 1390–1406), voltando a recuperá-la no reinado de João II (r. 1406-1454), principalmente quando a chamada Gran Liga Nobiliaria conseguiu eliminar Álvaro de Luna, condestável e valido de João II.
O reinado do sucessor de João II, Henrique IV é marcado por sucessivos conflitos entre o rei e os nobres mais poderosos, que tentam controlar a nomeação do herdeiro/a real e diminuir a influência de Beltrán de La Cueva, condestável e valido do rei e, segundo as más línguas, amante da rainha Joana.
O acordo de casamento entre Isabel e Afonso V de Portugal celebrado entre este e Henrique IV em abril de 1464, leva os nobres a formalizar uma liga em 16 de maio de 1464 para defenderem os direitos de sucessão do infante Afonso e e impedir que Isabel se casasse sem o consetimento dos nobres. Joana tinha então apenas dois anos de idade e circulavam rumores de que era filha, não do rei, mas de Beltrán de La Cueva, o que está na origem da sua alcunha "a Beltraneja".

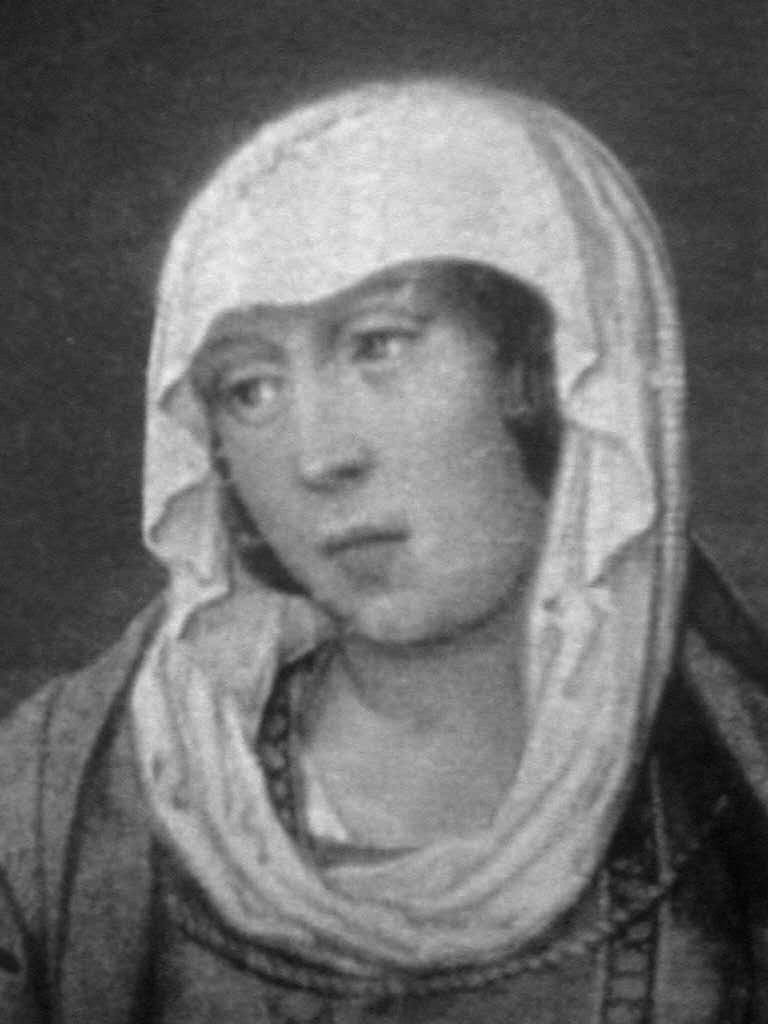
Joana de Trastâmara, "a Beltraneja"

A 5 de junho de 1465, a liga organiza o que ficou conhecido como a Farsa de Ávila, onde aclamam Afonso como rei. Ainda antes da morte prematura deste em 5 de junho de 1468, há divisões na liga; um dos seus líderes mais destacados, Álvaro de Zúñiga y Guzmán, conde de Plasencia e chefe da influente Casa de Zúñiga, reconcilia-se com o Henrique em 1467 e o rei passa os primeiros quatro meses de 1468 no palácio de Álvaro em Plasencia. O casamento sem consentimento real de Isabel com Fernando II, rei da Sicília e sucessor ao trono de Aragão, contribui para que a liga nobiliária passe a apoiar o rei, que reabilita a sua filha Joana como sua legítima sucessora a 26 de julho de 1470.
Após a morte de Henrique a 12 de dezembro de 1474, Isabel é no dia seguinte proclamada rainha em Segóvia. Em março de 1475, Álvaro de Zúñiga vai buscar Joana a Madrid e leva-a para Trujillo, onde é aclamada a legítima sucessora de Henrique IV. O rei português Afonso V decide casar com Joana, então com 13 anos de idade, e reclama para si a coroa de de Castela. No início de maio de 1475, Afonso V entra com o seu exército em Castela e é recebido em Plasencia por Álvaro de Zúñiga e outros membros da liga que apoiam as pretensões do rei português. Afonso e Joana são proclamados reis de Castela e Leão em Plasencia a 25 de maio de 1475 e casam-se na mesma cidade a 30 de maio do mesmo ano.
O rei português abandona a guerra após ser derrotado na Batalha de Toro (1 de março de 1476).   Os Zúñiga, que se contavam entre os principais apoiantes de Afonso V e Joana, apesar de alguns dos seus membros lutarem ao lado das forças de Isabel, já tinham adotado uma posição estritamente neutral em janeiro, descontentes com a pouca ajuda prestada pelo rei de Portugal, que deixou cair o castelo de Burgos, uma possessão dos Zúñiga, sem arriscar uma marcha de curta distância.